# ISDB
L'Integrated Services Digital Broadcasting (ISDB) è lo standard digitale per la televisione e la radio usato in Giappone. L'ISDB ha rimpiazzato lo standard precedente, il MUSE, analogo all'HDTV. Un derivato dell'ISDB, l'ISDB-T International, è stato sviluppato dal governo brasiliano ed è stato largamente adottato in Sudamerica.
L'ISDB, come gli altri standard, si declina in tre forme, a seconda del tipo di tecnica di trasmissione adottata:
- per la televisione digitale satellitare: ISDB-S
- per la televisione digitale terrestre: ISDB-T
- per la televisione digitale via cavo: ISDB-C

## ISDB-T
Versione terrestre.

### 1seg
Parte del segnale ISDB-T destinato a dispositivi come telefoni.
1seg in Giappone trasmette a 15 fotogrammi al secondo, mentre è 30 in Brasile. Dobbiamo quindi prestare attenzione alle capacità del dispositivo che stiamo acquistando.

### ISDB-Tmm
Derivato da 1seg per dispositivi mobili più moderni.

### ISDB-Tsb
Derivato da 1seg destinato a trasmettere solo audio.

### ISDB-Tb
Il Brasile ha apportato miglioramenti (ad esempio, H.264) che sono stati tradotti dallo standard chiamato SBTVD, ISDB-Tb, ISDB-T International o SATVD (Argentina). Questo standard è offerto da Giappone e Brasile in tutto il mondo.
MPEG-H Audio, HLG e SL-HDR1 sono stati aggiunti a ISDB-Tb nel 2019.

## ISDB-C
Versione cablata.

## ISDB-S
Versione satellitare.

### ISDB-S3
Nuova versione satellitare che supporta 4K, 8K, HDR, HFR e l'audio 22.2.

## Futuro
Una nuova versione terrestre dovrebbe essere proposta nel 2020 e approvata nel 2021.
Ciò sarebbe in grado di supportare 4K, 8K, HDR, HFR e audio immersivo.
È stato suggerito di utilizzare la compressione video VVC.

## Paesi che adottano l'ISDB-T o l'ISDB-Tb

### Asia
- Giappone
- Filippine (ufficialmente adottato l'ISDB-T, esperimenti di broadcasting corso)[3][4]
- Maldive (ufficialmente adottato l'ISDB-T)[5]
- Sri Lanka (ufficialmente adottato ISDB-T)

### America
- Brasile (ufficialmente adottato l'ISDB-T International, iniziato il broadcasting digitale)
- Uruguay (ufficialmente adottato ISDB-T International, prove di preimplementazione)[6][7]
- Perù (ufficialmente adottato ISDB-T International, inizio del broadcasting digitale)
- Argentina (ufficialmente adottato ISDB-T International, inizio del broadcasting digitale)
- Cile (ufficialmente adottato ISDB-T International, inizio del broadcasting digitale)
- Venezuela (ufficialmente adottato ISDB-T International, inizio del broadcasting digitale)
- Ecuador (ufficialmente adottato ISDB-T International, prove di preimplementazione)
- Costa Rica (ufficialmente adottato ISDB-T International, prove di preimplementazione)
- Paraguay (ufficialmente adottato ISDB-T International, prove di preimplementazione)[8]
- Bolivia (ufficialmente adottato ISDB-T International, prove di preimplementazione)[9][10]
- Belize (stanno valutando la piattaforma digitale)
- Guatemala (ufficialmente adottato ISDB-T International)
- Honduras (ufficialmente adottato ISDB-T International)
- Nicaragua (ufficialmente adottato ISDB-T International, iniziate le prove di preimplementazione)[11]
- El Salvador (ufficialmente adottato ISDB-T International)

### Africa
- Botswana (ufficialmente adottato ISDB-T International)
- Angola (ufficialmente adottato ISDB-T International)